# Затоновский
Затоновский — посёлок в Бугурусланском районе Оренбургской области в составе Пилюгинского сельсовета.

## География
Находится на расстоянии примерно 26 километров по прямой на юг от центра города Бугуруслан.

## Население
Население составляло 244 человека в 2002 году (русские 65 %), 147 по переписи 2010 года.